# Stade municipal de Leiria - Dr. Magalhães Pessoa
Pour les articles homonymes, voir Pessoa et Magalhães.
Le stade Dr. Magalhães Pessoa est un stade de football situé à Leiria. Disposant d'une capacité de 23 888 places, c'est le domicile du l'União Desportiva de Leiria jusqu'en 2011.

## Historique

### Origines
Le premier stade a été construit dans les années 1960 par l'ancien maire de Leiria, le Dr Manuel Magalhães Pessoa. Le stade Dr. Magalhães Pessoa a fait l'objet de travaux de rénovation et d'expansion afin d'accueillir des matchs de l'Euro 2004. Pendant la compétition, la capacité du stade était provisoirement de 30 000 places, par la suite elle fut réduite à 23 888. Le football est majoritaire, et l'União Desportiva de Leiria en est le principal occupant depuis sa construction jusqu'à la fin de la saison 2010-2011.
Mais devant les faibles affluences enregistrées après l'Euro 2004 et l'endettement de la ville afin de payer le fonctionnement du stade, les autorités de Leiria, après avoir pensé à démolir le stade, décident en juillet 2011 de le vendre.

#### Coût et financement
Ce stade était prévu pour un coût de 12 millions d'euros, chiffre largement dépassé aux long de sa construction, qui finit par coûter 160 millions d'euros. À ce jour incomplet, le stade a un coût d'entretien journalier de 5 mille euros, total qui est cumulé aux lourdes dépenses mettant la Mairie de Leiria en grandes difficultés financières, avec des dettes de l'ordre de 169 millions d'euros.

## Structure et équipement
Le stade est équipé d'une pelouse d'herbe. Il possède une tribune principale, une tribune visiteur et possède plusieurs virages. Une tribune est encore en travaux, ou d'ailleurs en manque d'argent, n'est toujours pas fini.

## Utilisation du stade

### União Desportiva de Leiria
Le stade accueille chaque rencontres de l'União Desportiva de Leiria depuis sa création jusqu'à la fin de la saison 2011-12. Le stade a vu accueillir de nombreuses équipes, nationales et européennes.
Ce stade est actuellement utilisé par le club de l'União Desportiva de Leiria.
Un concert du Rockin'1000 ( le plus grand groupe de rock du monde) est prévu dans l'enceinte du stade le 14 septembre 2024.

### Autres matchs de football
Le stade accueille chaque année la finale de la coupe du district. Il accueille aussi deux années la Supercoupe du Portugal 2006 et Supercoupe du Portugal 2007.
Il accueille aussi quelques rencontres de l'Équipe du Portugal de football. Depuis 2003, la sélection nationale évolue cinq rencontres à Leiria, et pour sa première rencontre dans le stade le Portugal réalisera son record de victoire, face à la sélection du Koweït (8-0) le 19 novembre 2003. Avant l'Euro 2012, le Portugal y prépare un match de préparation face à la Macédoine. Le 5 mars 2014 il accueille également un match amical opposant le Portugal au Cameroun (5-1) dans le thème des préparations à la Coupe du monde 2014.
Dans les catégories plus jeunes, ce stade est souvent utilisé par le Portugal -20 ans et par les autres sélections plus jeunes.
Le stade aura fait l'objet aussi d'un match de NextGen Series entre le Sporting et l'Inter Milan.

### Athlétisme
Ce stade est aussi connu pour être le premier stade à accueillir les Championnats d'Europe d'athlétisme par équipes 2009 le 20 juin et 21 juin 2009.

## Galerie

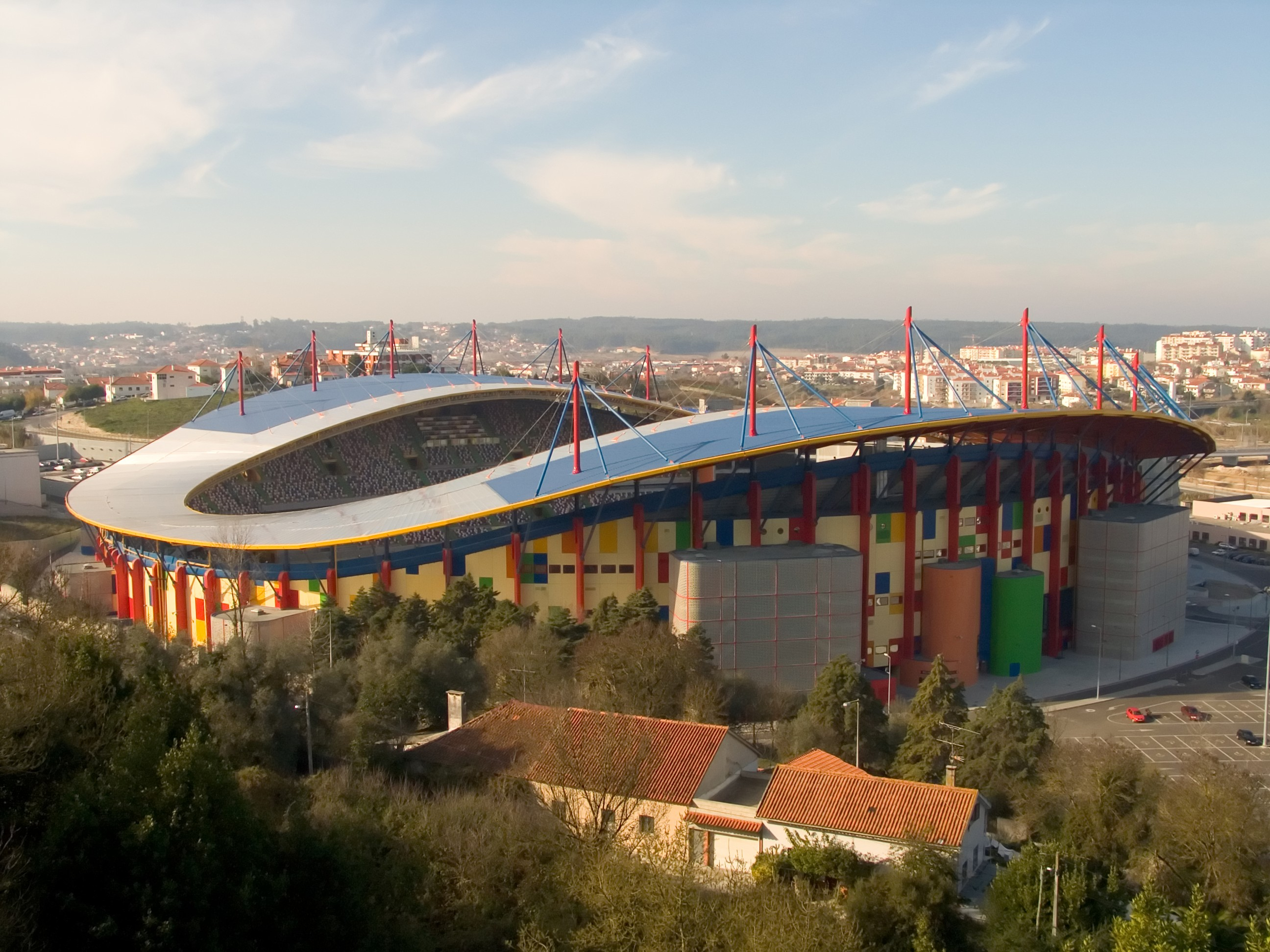
Estádio Dr. Magalhães Pessoa
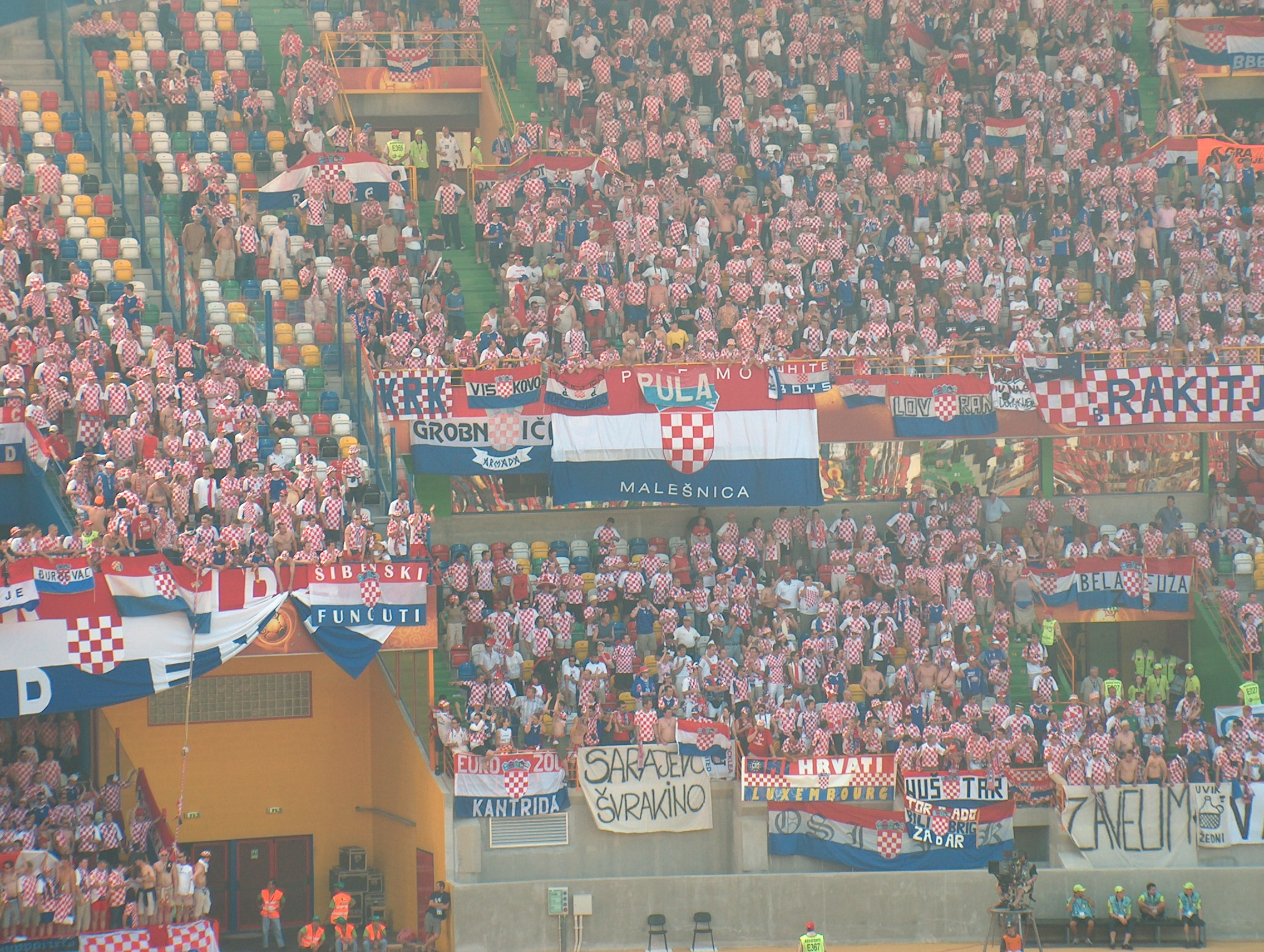
Supporters croates durant l'Euro 2004

## Environnement et accès

### Accès au stade
Pour accéder au stade il existe différents trajets. Le stade se trouve dans le centre-ville de Leiria à proximité du Château de Leiria.
Bien desservi par le réseau routier le stade se trouve à proximité de la nationale 1 qui relie Porto à Lisbonne. Les réseaux autoroutiers sont très importants à Leiria et une partie de la nationale 1, est transformée en autoroute A19 évitant ainsi beaucoup de circulation. Ainsi par le sud grâce à l'autoroute on peut y retrouver, l'autoroute A8 qui longe le littoral pour se diriger à Marinha Grande en direction de Lisbonne.
De Porto ou de Lisbonne on peut également y arriver par l'autoroute A1 par la sortie Leiria, puis relier par la rocade qui relie le nord de la ville et le sud, ainsi pour pouvoir plus facilement accéder au stade. Venant de l'ouest, hormis par l'autoroute de Marinha Grande, on peut rallier le stade et Leiria par la nationale 242. Venant de l'est, venant d'Ourém on peut accéder à Leiria par la nationale 113.

### Urbanisme
Le stade est un modèle, des stades modernes d'aujourd'hui. Il a été rénové et agrandi pour pouvoir accueillir le Championnat d'Europe de football 2004 qui passe alors cette année-là au Portugal.